# 积测度
数学中，给出可测空间和其上的测度，可以获得积可测空间和其上的积测度。概念上近似于集合的笛卡儿积和两个拓扑空间的积拓扑。
设{\displaystyle (X_{1},\Sigma _{1})}和{\displaystyle (X_{2},\Sigma _{2})}是两个测度空间，就是说{\displaystyle \Sigma _{1}}和{\displaystyle \Sigma _{2}}分别是在{\displaystyle X_{1}}和{\displaystyle X_{2}}上的σ代数，又设{\displaystyle \mu _{1}}和{\displaystyle \mu _{2}}是其上的测度。以{\displaystyle \Sigma _{1}\times \Sigma _{2}}记形如{\displaystyle B_{1}\times B_{2}}的子集产生的笛卡儿积{\displaystyle X_{1}\times X_{2}}上的σ代数，其中{\displaystyle B_{1}\in \Sigma _{1}}及{\displaystyle B_{2}\in \Sigma _{2}}。
积测度{\displaystyle \mu _{1}\times \mu _{2}}定义为在可测空间{\displaystyle (X_{1}\times X_{2},\Sigma _{1}\times \Sigma _{2})}上唯一的测度，适合
{\displaystyle (\mu _{1}\times \mu _{2})(B_{1}\times B_{2})=\mu _{1}(B_{1})\mu _{2}(B_{2})}
对所有 
{\displaystyle B_{1}\in \Sigma _{1},\ B_{2}\in \Sigma _{2}}。
事实上对所有可测集E，
{\displaystyle (\mu _{1}\times \mu _{2})(E)=\int _{X_{2}}\mu _{1}(E_{y})\,\mu _{2}(dy)=\int _{X_{1}}\mu _{2}(E_{x})\,\mu _{1}(dx)}，
其中{\displaystyle E_{x}=\{y\in X_{2}|(x,y)\in E\}}，{\displaystyle E_{y}=\{x\in X_{1}|(x,y)\in E\}}，两个都是可测集。
这测度的存在性和唯一性是得自哈恩-柯尔莫哥洛夫定理. 
欧几里得空间Rn上的博雷尔测度可得自n个实数轴R上的博雷尔测度的积。